# Videogiochi Capcom
Questa è la lista dei giochi prodotti e messi in commercio da Capcom.

## Giochi 3DO
- Super Street Fighter II Turbo

## Giochi Amiga
- Street Fighter II
- Super Street Fighter II

## Giochi Arcade
- 1941: Counter Attack
- 1942
- 1943: The Battle of Midway
- 1943 Kai: Midway Kaisen
- 1944: The Loop Master
- 19XX: The War Against Destiny
- Adventure Quiz 2: Hatena? no Daibouken
- Adventure Quiz: Capcom World
- Alien vs. Predator
- Armored Warriors
- Avengers
- Battle Circuit
- Battle Arena Toshinden 2
- Bionic Commando
- Black Tiger
- Block Block
- Bowling Alley
- Cadillacs and Dinosaurs
- Capcom Baseball - Suketto Gaijin Oo-Abare
- Capcom Fighting Evolution
- Capcom Golf
- Capcom Sports Club
- Capcom vs. SNK 2
- Capcom vs. SNK: Millennium Fight 2000
- Capcom World 2
- Capcom World
- Captain Commando
- Carrier Air Wing
- Choko
- Commando
- Cyberbots
- Darkstalkers: The Night Warriors
- Dimahoo
- Dokaben
- Dokaben 2
- Dungeons & Dragons: Tower of Doom
- Dungeons & Dragons: Shadow over Mystara
- Dynasty Wars
- Eco Fighters
- Exed Exes (pubblicato negli Stati Uniti come Savage Bees)
- F-1 Dream
- Final Fight
- Final Fight Revenge
- Forgotten Worlds
- Ghosts 'n Goblins
- Ghouls 'n Ghosts
- Giga Wing
- Giga Wing 2
- Gun.Smoke
- JoJo's Bizarre Adventure
- JoJo's Bizarre Adventure: Heritage for the Future
- Knights of the Round
- Last Duel
- Led Storm
- Legendary Wings
- Mad Gear
- Magic Sword
- Magical Tetris Challenge Featuring Mickey
- Marvel Super Heroes
- Marvel Super Heroes vs. Street Fighter
- Marvel vs. Capcom: Clash of Super Heroes
- Marvel vs. Capcom 2: New Age of Heroes
- Mega Man 2: The Power Fighters
- Mega Man: The Power Battle
- Mega Twins
- Mercs
- Mobile Suit Gundam: Federation VS Zeon
- Mobile Suit Gundam: AEUG Vs Titans (sviluppato per Banpresto)
- Mobile Suit Gundam SEED: Federation vs ZAFT (sviluppato per Banpresto)
- Muscle Bomber Duo
- Nemo
- Night Warriors: Darkstalkers' Revenge
- Pirate Ship Higemaru
- Plasma Sword
- Pocket Fighter
- PowerStone
- PowerStone 2
- Progear
- Project Justice (Moreo! Justice Gakuen)
- Puzz Loop 2
- Quiz & Dragons
- Quiz Nanairo Dreams
- Quiz San Goku Shi
- Quiz Tonosama no Yabou
- Quiz Tonosama no Yabou 2
- Red Earth
- Rival Schools: United by Fate
- Saturday Night Slam Masters
- Section Z
- Slipstream
- Side Arms Hyper Dyne
- SonSon
- Spawn: In the Demon's Hand
- Star Gladiator - Episode 1: Final Crusade
- Street Fighter
- Street Fighter Alpha
- Street Fighter Alpha 2
- Street Fighter Alpha 3
- Street Fighter EX
- Street Fighter EX Plus
- Street Fighter EX 2
- Street Fighter EX 2 Plus
- Street Fighter II
- Street Fighter II Champion Edition
- Street Fighter II Turbo: Hyper Fighting
- Street Fighter III: 3rd Strike
- Street Fighter III: New Generation
- Street Fighter III: Second Impact
- Street Fighter Zero 2 Alpha
- Street Fighter Zero 3 Upper
- Street Fighter: The Movie
- Strider
- Strider 2
- Super Muscle Bomber
- Super Puzzle Fighter II Turbo
- Super Street Fighter II
- Super Street Fighter II Turbo
- Tech Romancer
- The King of Dragons
- The Punisher
- The Speed Rumbler
- Three Wonders
- Tiger Road
- Trojan
- U.N. Squadron
- Vampire Savior - The Lord of Vampire
- Vampire Savior 2
- Varth: Operation Thunderstorm
- Vulgus
- War of the Grail
- Warriors of Fate
- Willow
- X-Men vs. Street Fighter
- X-Men: Children of the Atom

## Giochi Commodore 64
- 1942
- 1943: The Battle of Midway
- Bionic Commando
- Black Tiger
- Cabal
- Commando
- Dynasty Wars
- Final Fight
- Forgotten Worlds
- Ghost 'n Goblins
- Ghouls 'n Ghosts
- Gun Smoke
- Hat Trick
- Hyper Dyne Sidearms
- Last Duel
- Led Storm
- Mercs
- Mini Golf
- Pocket Rockets
- Side Arms
- Stocker
- Street Fighter
- Street Fighter II
- Strider
- Strider II
- The Speed Rumbler
- Tiger Road
- U.N. Squadron

## Giochi NES
- 1942
- 1943: The Battle of Midway
- Adventures in the Magic Kingdom
- Bionic Commando (anche su Game Boy)
- Chip 'n Dale: Rescue Rangers
- Chip 'n Dale: Rescue Rangers 2
- Codename Viper
- Commando
- Darkwing Duck
- Destiny of an Emperor
- Destiny of an Emperor II
- Disney Adventure in Magic Kingdom
- DuckTales (anche per Game Boy)
- DuckTales 2
- F1 Dream
- G I Joe Atlantis Factor
- Gargoyle's Quest 2
- Ghosts 'n Goblins (anche per Arcade; seguiti per Arcade, Master System, Mega Drive, SNES e Game Boy Advance)
- Gold Metal Challenge
- Gunsmoke
- Legendary Wings
- The Little Mermaid
- Little Nemo
- Mega Man (seguiti per Arcade, NES, Game Boy, SNES e PlayStation)
- Mega Man 2
- Mega Man 3
- Mega Man 4
- Mega Man 5
- Mega Man 6
- Mickey Mousecapade
- Mighty Final Fight
- Pirate Ship Higemaru
- Section Z
- Snow Brothers
- SonSon
- Street Fighter 2010
- Strider
- Sweet Home (mai pubblicato in America ed Europa)
- Talespin
- Trojan
- Willow
- Wily and Light's Rock Board: That's Paradise
- Yo! Noid

## Giochi Famicom Disk System
- Section Z

## Giochi Game Boy
- Bionic Commando
- Darkwing Duck
- Duck Tales
- Duck Tales 2
- Gargoyle's Quest aka Makai-Mura Gaiden
- Mega Man II (Game Boy)
- Mega Man III (Game Boy)
- Mega Man IV (Game Boy)
- Mega Man V (Game Boy)
- Mega Man in Dr. Wily's Revenge
- Street Fighter II
- Tale Spin

## Giochi Game Boy Advance
- Aladdin (porting da SNES)
- Breath of Fire
- Breath of Fire II
- Disney's Magical Quest (porting da SNES)
- Disney's Magical Quest 2 Starring Mickey and Minnie (porting da SNES)
- Disney's Magical Quest 3 Starring Mickey and Donald
- Famicom Mini: Ghosts 'n Goblins
- Final Fight One
- Gyakuten Saiban
- Gyakuten Saiban 2
- Gyakuten Saiban 3
- The Legend of Zelda: The Minish Cap
- Mega Man & Bass
- MegaMan Battle Network
- MegaMan Battle Network 2
- MegaMan Battle Network 3
- MegaMan Battle Network 4
- MegaMan Battle Network 4.5 (Solo Giappone)
- MegaMan Battle Network 5
- MegaMan Battle Network 6
- MegaMan Battle Chip Challenge
- Mega Man Zero
- Mega Man Zero 2
- Mega Man Zero 3
- Mega Man Zero 4
- Onimusha Tactics
- Super Ghouls 'N Ghosts
- Super Street Fighter II: Turbo Revival
- Street Fighter Alpha 3

## Giochi Game Boy Color
- Magical Tetris Challenge
- Mega Man Xtreme
- Mega Man Xtreme 2
- Metal Walker
- Warauinu no Bouken GB: Silly Go Lucky!
- Resident Evil : Gaiden
- Shantae
- Street Fighter Alpha
- Toki Tori
- Trouballs
- The Legend of Zelda: Oracle of Seasons
- The Legend of Zelda: Oracle of Ages
- Resident Evil: Gaiden

## Giochi MSX
- 1942
- Pirate Ship Higemaru

## Giochi Nintendo 64
- Mega Man 64
- Resident Evil 2

## Giochi Nintendo DS
- Bomberman Land Touch!
- Ghost Trick
- Mega Man ZX
- Mega Man ZX Advent
- Mega Man Star Force
- MegaMan Battle Network 5: Double Team
- Phoenix Wright: Ace Attorney
- Phoenix Wright: Ace Attorney - Justice for All
- Phoenix Wright: Ace Attorney - Trials & Tribulations
- Apollo Justice: Ace Attorney
- Gyakuten Kenji
- Viewtiful Joe: Double Trouble
- Resident Evil: Deadly Silence

## Giochi Nintendo GameCube
- Auto Modellista
- Capcom Classics Collection
- Capcom vs. SNK: EO
- Disney's Hide and Sneak
- Disney's Magical Mirror Starring Mickey Mouse
- Gotcha Force
- Killer7
- Mega Man Anniversary Collection
- Mega Man Network Transmission
- Mega Man X Collection
- Mega Man X Command Mission
- Mobile Suit Gundam: Gundam vs. Z Gundam
- P.N. 03
- Resident Evil 0
- Resident Evil
- Resident Evil 2
- Resident Evil 3: Nemesis
- Resident Evil 4
- Resident Evil Code: Veronica X
- Viewtiful Joe
- Viewtiful Joe 2
- Viewtiful Joe: Red Hot Rumble

## Giochi Nintendo Wii
- Dead Rising: Chop Till You Drop
- Monster Hunter 3
- Resident Evil: The Umbrella Chronicles
- Resident Evil: The Darkside Chronicles
- Resident Evil 4
- Spyborgs
- Tatsunoko vs. Capcom: Cross Generation of Heroes (solo in Giappone)
- Tatsunoko vs. Capcom: Ultimate All Stars
- Zack & Wiki: Il Tesoro del pirata Barbarossa

## Giochi PC
- Breath of Fire IV
- Chaos Legion
- Cherry Tree High Comedy Club
- Devil May Cry 3: Special Edition
- Devil May Cry 4
- Devil May Cry 5
- Dino Crisis
- Dino Crisis 2
- Mega Man 3
- Mega Man Legends
- Mega Man Legends 2
- Mega Man X
- Mega Man X3
- Mega Man X4
- Mega Man X5
- Mega Man X6 (solo in Giappone)
- Mega Man X7 (solo in Giappone)
- Mega Man X8
- Monster Hunter Frontier
- Onimusha 3: Demon Siege
- Resident Evil
- Resident Evil 2
- Resident Evil 3: Nemesis
- Resident Evil 4
- Resident Evil: Survivor
- Resident Evil 5
- Steel Fang
- Stocker
- Street Fighter Alpha
- Street Fighter Alpha 2
- Street Fighter II
- Super Street Fighter II
- Super Street Fighter II Turbo
- Street Fighter IV
- Street Fighter V
- Street Fighter 6

## Flipper
- Airborne
- Big Bang Bar
- BreakShot
- Flipper Football
- Kingpin
- Pinball Magic

## Giochi Sega Dreamcast
- Bounty Hunter Sara: Holy Mountain no Teiou
- Cannonspike
- Capcom vs. SNK 2: Millionaire Fighting 2001
- Capcom vs. SNK: Millennium Fight 2000
- Capcom vs. SNK: Millennium Fight 2000 Pro
- Dino Crisis
- El Dorado Gate Volume 1
- El Dorado Gate Volume 2
- El Dorado Gate Volume 3
- El Dorado Gate Volume 4
- El Dorado Gate Volume 5
- El Dorado Gate Volume 6
- El Dorado Gate Volume 7
- Gaia Master Kessen!: Seikiou Densetsu
- Giga Wing
- Giga Wing 2
- Heavy Metal
- JoJo's Bizarre Adventure
- Mars Matrix: Hyper Solid Shooting
- Marvel vs. Capcom
- Marvel vs Capcom 2 (anche in versione Arcade)
- Megaman 8
- Mobile Suit Gundam: Federation VS Zeon DX (conversione Arcade sviluppata per Banpresto)
- Plasma Sword: Nightmare of Bilstein
- Power Stone (anche in versione Arcade)
- Power Stone 2
- Project Justice
- Resident Evil 2
- Resident Evil 3
- Resident Evil Code: Veronica
- Spawn: In the Demon's Hand
- Street Fighter Alpha 3 (anche in versione Arcade)
- Street Fighter III: Double Impact (anche in versione Arcade)
- Street Fighter III: Third Strike (anche in versione Arcade)
- Super Puzzle Fighter II X for Matching Service
- Super Street Fighter II X for Matching Service
- Tech Romancer (anche in versione Arcade)
- Vampire Chronicles

## Giochi Sega CD
- Final Fight CD

## Giochi Sega Mega Drive
- Mega Man: The Wily Wars
- Mercs
- Saturday Night Slam Masters
- Street Fighter II Special Champion Edition
- Strider
- The Great Circus Mystery starring Mickey and Minnie aka Mickey to Minnie: Magical Adventure 2
- Ghouls 'N Ghosts
- Forgotten Worlds
- Super Street Fighter II: The New Challengers
- The Punisher
- Chiki Chiki Boys aka Mega Twins
- Magical Quest starring Mickey Mouse
- Super Street Fighter II The New Challengers

## Giochi Sega Master System
- Forgotten Worlds
- Ghouls 'N Ghosts
- MERCS
- Street Fighter II

## Giochi Sega Saturn
- Capcom Generation 1
- Capcom Generation 2
- Capcom Generation 3
- Capcom Generation 4
- Capcom Generation 5
- Cyberbots
- Dungeons & Dragons Collection
- Final Fight Revenge
- House of the Dead
- Marvel Super Heroes
- Marvel Super Heroes vs. Street Fighter
- Mega Man 8 Anniversary Collector's Edition
- Mega Man X3
- Mega Man X4
- NightWarriors: DarkStalker's Revenge
- Pocket Fighter
- Resident Evil
- Street Fighter Collection
- Street Fighter II Movie
- Street Fighter Zero (Street Fighter Alpha)
- Street Fighter Zero 2 (Street Fighter Alpha 2)
- Street Fighter Zero 3 (Street Fighter Alpha 3)
- Super Adventure Rockman
- Super Puzzle Fighter II Turbo
- Tenchi O Kurau II
- Vampire Savior
- Wonder 3
- X-Men vs. Street Fighter
- X-Men: Children of the Atom

## Giochi Sony PlayStation
- Bounty Hunter Sara
- Bounty Hunter Sarah
- Breath of Fire III
- Breath of Fire IV
- Buster Bros. Collection
- Capcom Generation 1
- Capcom Generation 2
- Capcom Generation 3
- Capcom Generation 4
- Capcom Generation 5
- Capcom vs. SNK Pro
- Captain Commando
- Cyberbots
- Darkstalkers
- DarkStalkers 3
- Dino Crisis (anche per Dreamcast)
- Dino Crisis 2
- Dynasty warriors
- Fox Hunt
- Fushigi Keiji
- Gaia Master
- JoJo's Bizarre Adventure
- Magical Tetris Challenge
- Marvel Super Heroes
- Marvel Super Heroes vs. Street Fighter
- Marvel vs. Capcom
- Mega Man 8 Anniversary Collector's Edition
- Mega Man Legends (anche per Nintendo 64 come Mega Man 64)
- Mega Man Legends 2
- Mega Man X3
- Mega Man X4
- Mega Man X5
- Mega Man X6
- One Piece Mansion
- Pocket Fighter
- Puzzle Fighter
- Resident Evil (anche su Saturn; seguiti per Game Boy (mai pubblicata), PlayStation, Nintendo 64, Dreamcast, PlayStation 2 e GameCube)
- Resident Evil 2
- Resident Evil 2: DualShock Edition
- Resident Evil 3: Nemesis
- Resident Evil: Director's Cut
- Resident Evil: Survivor
- Rival Schools: United by Fate
- Rockman
- Rockman 2
- Rockman 3
- Rockman 4
- Rockman 5
- Rockman 6
- Rockman Battle & Chase
- Shichisei Toushin: Guyferd
- Shiritsu Justice Gakuen Nekketsu Seisyun Nikki 2
- Star Gladiator (sequel, Plasma Sword, disponibile su Dreamcast)
- Startling Adventures: Kuusou Daibouken X 3
- Street Fighter Alpha (anche per Arcade, Saturn e Game Boy; seguiti per Arcade, SNES, PlayStation, Dreamcast e Game Boy Advance)
- Street Fighter Alpha 2
- Street Fighter Alpha 3
- Street Fighter Collection
- Street Fighter Collection 2
- Street Fighter EX + Alpha
- Street Fighter EX 2 Plus
- Street Fighter II Movie
- Street Fighter: The Movie
- Strider 2
- Super Adventure RockMan
- Super Puzzle Fighter II Turbo
- Suzumo no Gatari
- The Misadventures of Tron Bonne
- Trick'N Snowboarder
- Wonder 3
- X-Men vs. Street Fighter
- X-Men: Children of the Atom

## Giochi Sony PlayStation 2
- Ashita no Joe 2: The Anime Super Remix
- Auto Modellista (anche per GameCube e Xbox)
- Bombastic
- Beat Down: Fists of Vengeance
- Breath of Fire: Dragon Quarter
- Capcom Classics Collection
- Capcom Fighting Evolution
- Capcom vs. SNK 2: Mark of the Millennium
- Catan
- Chaos Legion
- Clock Tower 3
- Critical Bullet: 7th Target
- Darkwatch
- Devil Kings
- Devil May Cry
- Devil May Cry 2
- Devil May Cry 3: Dante's Awakening
- Dino Stalker
- Everblue
- Everblue 2
- Final Fight: Streetwise
- GioGio's Bizarre Adventure
- Glass Rose
- God Hand
- Gregory Horror Show
- Haunting Ground
- Hyper Street Fighter II: The Anniversary Edition
- Killer 7
- Kyojin no Hoshi
- Marvel vs. Capcom 2
- Maximo vs. Army of Zin
- Maximo
- Mega Man Anniversary Collection
- Mega Man X7
- Mega Man X8
- Mega Man X Collection
- Mega Man X Command Mission (anche per GameCube)
- Mobile Suit Gundam: Federation VS Zeon
- Mobile Suit Gundam: AEUG Vs Titans
- Mobile Suit Gundam SEED: Federation vs ZAFT
- Monster Hunter
- Monster Hunter 2
- Namco × Capcom
- Ōkami
- Onimusha 2: Samurai's Destiny
- Onimusha 3: Demon Siege
- Onimusha Blade Warriors
- Onimusha: Warlords
- Onimusha: Dawn of Dreams
- Resident Evil 4
- Resident Evil Code: Veronica X
- Resident Evil Outbreak
- Resident Evil Outbreak File #2
- Resident Evil: Survivor 2 Code: Veronica
- Resident Evil: Dead Aim
- Sengoku BASARA
- Shadow of Rome
- Street Fighter Alpha Anthology
- Street Fighter Anniversary Collection
- Street Fighter EX 3
- Street Fighter III: Third Strike
- SvC: Chaos Edition
- The Magical Ninja: Jiraiya Kenzan!
- Tim Burton's The Nightmare Before Christmas: Oogie's Revenge
- Under the Skin
- Viewtiful Joe
- Viewtiful Joe 2
- Way of the Samurai 2

## Giochi Sony PlayStation 3
- Asura's Wrath
- Bionic Commando (videogioco 2009)
- Dead Rising 2
- Dead Rising 2: Off the Record
- Devil May Cry 4
- DmC Devil May Cry
- Dragon's Dogma
- Dustforce(anche per Playstation Vita e Xbox 360)
- Lost Planet: Extreme Condition
- Lost Planet 2
- Lost Planet 3
- Marvel vs. Capcom 3: Fate of Two Worlds
- MotoGP 09/10
- Remember Me
- Resident Evil 5
- Resident Evil 6
- Resident Evil: Operation Raccoon City
- Resident Evil: Revelations
- Resident Evil: Revelations 2
- Resident Evil: The Umbrella Chronicles
- Resident Evil: The Darkside Chronicles
- Street Fighter X Tekken
- Street Fighter IV
- Super Street Fighter IV
- Super Street Fighter IV Arcade Edition
- Ultimate Marvel vs. Capcom 3

## Giochi Sony PlayStation 4
- Capcom Beat'em Up Collection
- Deep Down (titolo cancellato)
- Monster Hunter: World
- Monster Hunter World: Iceborne
- Resident Evil 7: Biohazard
- Resident Evil 2
- Resident Evil 3
- Street Fighter Anniversary Edition
- Street Fighter 4 (digital)
- Street Fighter V
- Street Fighter 5 Arcade
- Devil May Cry 5
- Resident Evil Village

## Giochi Sony PlayStation Portable
- Breath of Fire III
- Capcom Classics Collection Remixed
- Capcom Classics Collection Reloaded
- Capcom Puzzle World
- Darkstalkers Chronicle: The Chaos Tower
- Devil May Cry Series
- Extreme Ghouls 'n Ghosts
- Mega Man Legends
- Mega Man Legends 2
- Mega Man: Powered Up
- Mega Man: Maverick Hunter X
- Monster Hunter Portable
- Monster Hunter Portable 2nd
- Monster Hunter Portable 2nd G
- Power Stone Collection
- Street Fighter Alpha 3 Max
- Ultimate Ghosts 'n Goblins
- Viewtiful Joe: Red Hot Rumble

## Giochi Sony PlayStation Vita
- Ultimate Marvel vs. Capcom 3
- Street Fighter X Tekken

## Giochi Super Famicom/SNES
- Bonkers
- Breath of Fire (seguiti per SNES, PlayStation e PlayStation 2)
- Breath of Fire II
- Capcom's Soccer Shootout
- Captain Commando
- Demon's Crest
- Disney's Aladdin
- Eye of the Beholder
- Final Fight
- Final Fight 2
- Final Fight 3
- Final Fight Guy
- Goof Troop
- Great Circus Mystery
- Knights of the Round
- Magic Sword
- Magical Quest starring Mickey Mouse
- Marvel Super Heroes in War of the Gems
- Mega Man 7
- Mega Man Soccer
- Mega Man X
- Mega Man X2
- Mega Man X3
- Mickey to Donald Magical Adventure 3
- RockMan & Forte
- Saturday Night Slam Masters
- Street Fighter II
- Street Fighter II Turbo
- Super Ghouls 'N Ghosts
- Super Pang
- Super Street Fighter II
- The King of Dragons
- U.N. Squadron
- Wizardry V
- X-Men: Mutant Apocalypse

## Giochi Turbo CD
- Buster Bros.
- Fighting Street

## Giochi TurboGrafx-16
- Side Arms

## Giochi WonderSwan Color
- Rockman EXE WS

## Giochi Xbox
- Auto Modellista
- Beat Down: Fists of Vengeance
- Capcom Classics Collection
- Capcom Fighting Evolution
- Capcom vs. SNK 2
- Darkwatch
- Dino Crisis 3
- Final Fight: Streetwise
- Genma Onimusha
- Group S Challenge
- Mega Man Anniversary Collection
- Marvel vs. Capcom 2
- Pro Cast Sports Fishing
- Steel Battalion
- Steel Battalion: Line of Contact
- Street Fighter Anniversary Collection

## Giochi Xbox 360
- Dead Rising
- Dead Rising 2
- Devil May Cry 4
- DmC Devil May Cry
- Dragon's Dogma
- Lost Planet: Extreme Condition
- Lost Planet 2
- Lost Planet 3
- Marvel vs. Capcom 3: Fate of Two Worlds
- Monster Hunter Frontier (solo in Giappone)
- Resident Evil 5
- Resident Evil 6
- Resident Evil: Operation Raccoon City
- Resident Evil: Revelations
- Street Fighter X Tekken
- Street Fighter IV
- Super Street Fighter IV
- Super Street Fighter IV Arcade Edition
- Ultimate Marvel vs. Capcom 3

## Giochi Sinclair ZX Spectrum
- 1942
- 1943: The Battle of Midway
- Bionic Commando
- Black Tiger
- Capcom Collection
- Commando
- Desperado
- Dynasty Wars
- Final Fight
- Forgotten Worlds
- Ghosts 'n Goblins
- Ghouls 'n Ghosts
- Last Duel
- Led Storm
- Mega Twins
- Mercs
- Side Arms
- Street Fighter
- Street Fighter II
- Strider
- Strider 2
- Tiger Road
- U.N. Squadron